# فلورنس أرلين سمول
فلورنس أرلين سمول (27 مارس 1879- 28 سبتمبر 1916)، والتي راحت ضحية لعملية قتل وحشية في منزلها في أوسيبي ببلدة نيو هامبشير. أدين زوجها فريدريك ل. سمول بالجريمة وأُعدم شنقا في 15 يناير عام 1918.

## حياتها
وُلدت فلورنس أرلين سمول (ني كاري) في بروكلين بنيويورك، في 27 مارس 1879 وتزوجت من فريدريك ل. سمول، والذي كان يعمل سمسارا في بوسطن، في مدينة فايفيل بولاية ماساتشوستس، في ديسمبر 1911. يعتقد مراسل الصحيفة أن زواجهما تم في الثالث من ديسمبر.
انتقلت فلورنس أرلين مع زوجها إلى أوسيبي، نيو هامبشاير في مايو من عام  1914. نجت سمول من قبل والدتها- إليزابيث كاري- وأختها نورما كاري.

## مسرح الجريمة
تم العثور على جثة سمول بين أنقاض منزلها الريفى في ماونتن فيو. تم تدمير المنزل بسبب الحريق الذي نشب والتهم المنزل قبل أن يتمكن رجال الإطفاء من التدخل وإخماد الحريق وذلك بسبب وقوع الكوخ في منطقة منعزلة. وعلى الرغم من أن النار قد أصابت الجثة بحروق شديدة- إلا أن المحققين وجدوا أن سمول لديها «آثار حبال حول عنقها وأثر لجرح بفعل رصاصة حول إحدى عينيها، كما تم العثور على جروح بالرأس».

## تهمة القتل
تم اتهام فريدريك ل. سمول بقتل زوجته بدعوى الحصول على مبلغ 20.000 دولار من بوليصة تأمين. ترأس القاضي جون كيفيل المحكمة وكان المحامي وليام س. ماثيوز محامى الدفاع وكبير مستشارى سمول،  كما قام كلا من ممثل الادعاء في المقاطعة والتر هيل والنائب العام جيمس بي تاتل بتمثيل الإدعاء وقام مفتش الشرطة أندرو هوتون من إحدى وكالات التحقيقات في بوسطن بالتحقيق في القضية.

## شهادة الشهود
قام السكان المحليون في أوسيب بإدلاء شهادتهم في المحاكمة حول طبيعة شخصية فريدريك ل. سمول وسلوكه الجسدي واللفظي العدواني تجاه زوجته حيث أشارت هيلين كونور أثناء الإدلاء بشهادتها إلى أنها عندما أثنت أمام سمول على طهي زوجته، قال «في بعض الأحيان كان عليه أن يأخذ الفأس إليها». بالإضافة إلى ذلك، صرّح فيليب إل. ديفيس أن سمول «ركل زوجته وقام بسبها وأمرها بالدخول إلى المنزل» بعد أن وقعت سارية العلم التي كانوا يحاولون تثبيتها على الأرض.
شهد الطبيب المحلي أنه قد تم استدعاؤه إلى منزل آل سمول حيث وجد المرأة تنزف إذ اعترف سمول بأنه «ضربها على رأسها بأداة معدنية لتعليق الأحذية؛ وقال اللعنة، يجب أن أقتلها. سأقتلها».
وفقا لشهادة الولاية، في غضون 30 دقيقة بعد تناول فلورنس ارلين وجبة الغداء، قام سمول بضرب زوجته وخنقها وإطلاق النار على ها قبل مغادرته في رحلة إلى بوسطن. كانت هذه الرحلة بمثابة حجة غياب سمول إذ إنه كان خارج المدينة عندما اشتعلت النيران في المنزل.
تم العثورعلى سمول ومعه مئزر أو ما يشبه الغطاء الشمع وأوراق أخرى قيمة على الرغم من أن الرحلة كان من المفترض أن تكون قصيرة. ومع ذلك، تم العثور على بقايا كيميائية من مادة الراتنج، وهي مادة عضوية قابلة للاشتعال، ملطخة على الجزء العلوى من جسم فلورنس. كما تم أيضا العثور بين أنقاض المنزل على مسدس أوتوماتيكي عيار 32 والذي أثبت تطابقت فوهته مع الرصاصة الموجودة على الجانب الأيسر من جبهة فلورنس، وساعة حائط  تم استخدامها لإضرام النار بالمنزل من عن بعد. قاد هذا الدليل الإدعاء العام إلى القول إن وفاة فلورنس أرلين سمول كانت متعمدة وليست مجرد حادثة.

## الحكم والاستئناف
وجدت هيئة المحلفين فريدريك ل. سمول مذنب بارتكاب جريمة قتل عمد من الدرجة الأولى تستوجب عقوبة الإعدام. ولكن سمول أصرعلى براءته.
بموجب قانون نيو هامبشاير في ذلك الوقت كانت هناك حاجة إلى مرور سنة ويوم بين «إصدار عقوبة الإعدام وتنفيذها» وفي يناير 1918 تم تقديم التماس بالبقاء على إعدام سمول، زعمت الوثيقة أن أحد المحلفين صرح بأنه «علم أن سمول كان مذنباً» قبل تقديم أي دليل في القضية. كما تقدم محامو سمول بطلب لمحاكمة جديدة ولكن كلا الطلبين قوبلا بالرفض وتم تنفيذ حكم الإعدام شنقا على سمول في الخامس عشر من يناير عام.